# Suis
suis（日语： sui），是一位日本女性歌手，樂團Yorushika（ヨルシカ）的主唱。2016年在VOCALOID製作人n-buna的1st Live首次以Guest Vocalist身份出場，後於2017年與n-buna組成雙人搖滾樂團Yorushika。所屬唱片公司為日本環球音樂。
個人活動的音樂合作作品及配音作品以名義參與。

## 經歷

### 出道前
在VOCALOID製作人n-buna的1st Live首次出演前，suis並無任何公開音樂活動，只有平常在家哼唱歌曲的興趣。後來在共同友人的介紹下與n-buna認識，為n-buna演唱提供給其他藝人的DEMO曲。

### 出道後
2017年，與n-buna組成樂團Yorushika，並在樂團內擔任主唱。

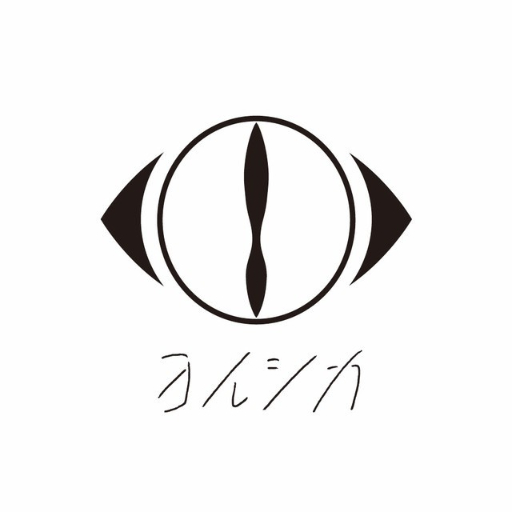
Suis所在團體Yorushika的logo

## 廣播節目
2021年10月至2022年10月間，suis與Vaundy共同擔任日本音樂廣播節目FM802 MUSIC FREAKS為期一年的主持人。兩人為隔週輪流主持，日本時間每週日晚間十至十二點播出。
廣播節目中，suis主持週的觀眾名稱為「睡魔」（ suima），而節目中有著「介紹suis喜歡的音樂劇」、「n-buna推薦歌曲」以及「觀眾的夢境來信」等固定環節。

## 商業合作
| 年份   | 歌曲、CM                                                  | 合作                                                                  |
| ------ | --------------------------------------------------------- | --------------------------------------------------------------------- |
| 2016年 |                                                           | n-buna；廣播劇《》主題曲                                              |
| 2019年 |                                                           | PlayStation®4 Lineup Music Video                                      |
| 2019年 | [ 5 ]                                                     |                                                                       |
| 2020年 |                                                           | 下村陽子；“”廣告曲                                                    |
| 2020年 | （※suis參與部分合唱）                                     | 電視節目《》片尾曲（n-buna作詞、作曲）                                |
| 2021年 |                                                           | Eve；樂天Ghana巧克力廣告曲                                            |
| 2021年 | 《》旁白                                                  | 三井住友銀行                                                          |
| 2021年 | 迪士尼×皮克斯動畫電影《路卡的夏天》日本版片尾曲           |                                                                       |
| 2021年 | Lanndo、Eve                                               |                                                                       |
| 2022年 |                                                           | [ 12 ]                                                                |
| 2022年 | 富士電視台《》旁白（2月20日）                             | 富士電視台                                                            |
| 2022年 | 富士電視台《》主題曲                                      |                                                                       |
| 2023年 |                                                           | 澤野弘之                                                              |
| 2023年 | 札幌啤酒CM《》旁白                                        | [ 16 ]                                                                |
| 2023年 | （※suis作詞、演唱）                                       | 平畑徹也                                                              |
| 2023年 | 遊戲《萊莎的鍊金工房3～終結之煉金術士與秘密鑰匙～》片尾曲 |                                                                       |
| 2023年 | 木谷龍也                                                  |                                                                       |
| 2024年 |                                                           | 京瓷原創短篇動畫《》主題曲（※suis同時參與動畫配音）                   |
| 2024年 | （※suis參與作詞、演唱）                                   | [ 21 ]                                                                |
| 2024年 | Netflix電影《餘生一年的我，與可活半年的妳相遇》主題曲     |                                                                       |
| 2024年 | [ 23 ]                                                    |                                                                       |
| 2024年 | （※廣告版編曲，以名義發表）                               | 三得利“”廣告曲                                                        |
| 2025年 |                                                           | 埃文·考爾；Pokémon Day2025紀念動畫《》主題曲（※suis同時參與動畫配音） |
| 2025年 | 京瓷原創短篇動畫 第1彈〜第3彈 總集篇《》旁白              | 京瓷株式會社                                                          |
| 2025年 | [ 27 ]                                                    |                                                                       |
| 2025年 | [ 28 ]                                                    |                                                                       |
| 2025年 | [ 29 ]                                                    |                                                                       |
| 2025年 | [ 30 ]                                                    |                                                                       |
| 2025年 | [ 31 ]                                                    |                                                                       |